# 聖里塔 (查拉特南戈省)
聖里塔（西班牙語：Santa Rita），是薩爾瓦多的城鎮，位於該國西北部，由查拉特南戈省負責管轄，面積53.14平方公里，海拔高度463米，2007年人口5,985，人口密度每平方公里112.63人。
14°8′N 89°0′W / 14.133°N 89.000°W